# اسیدی شدن خاک

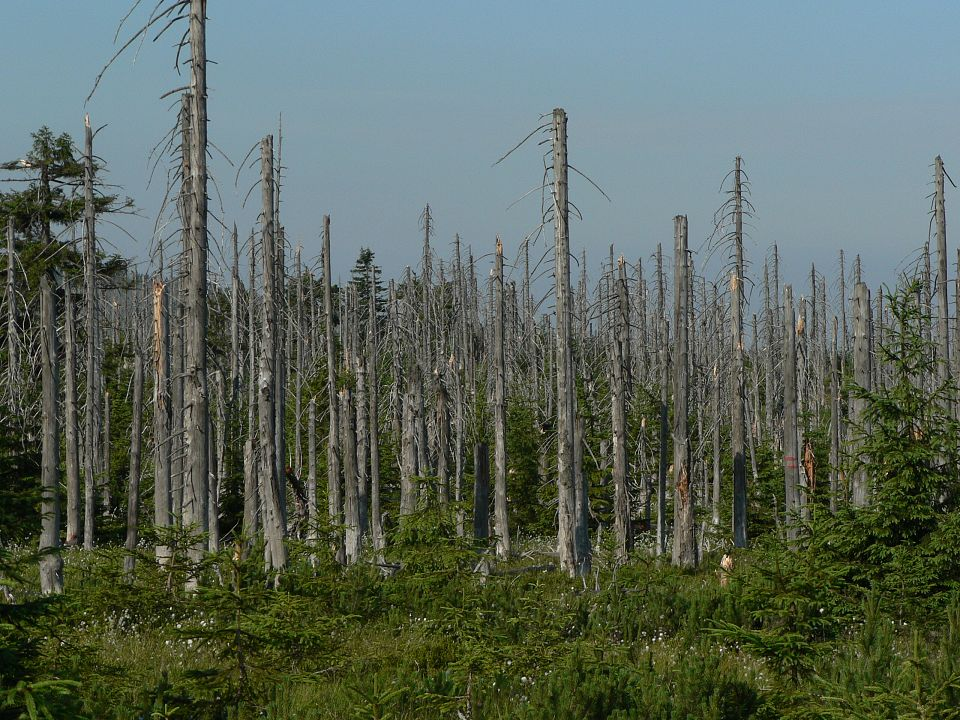
خشک شدن درختان بر اثر اسیدی شدن خاک

اسیدی شدن خاک (به انگلیسی: Soil acidification)، تجمع کاتیون‌های هیدروژن است که باعث کاهش پی‌اچ خاک می‌شود. از نظر شیمیایی، این زمانی اتفاق می‌افتد که یک پروتون‌دهنده به خاک اضافه شود. اهداکننده می‌تواند یک اسید باشد، مانند اسید نیتریک، اسید سولفوریک یا اسید کربنیک. همچنین می‌تواند ترکیبی مانند سولفات آلومینیوم باشد که در خاک واکنش می‌دهد و پروتون آزاد می‌کند. اسیدی شدن نیز زمانی رخ می‌دهد که کاتیون‌های بازی مانند کلسیم، منیزیم، پتاسیم و سدیم از خاک شسته شوند.
اسیدی‌شدن خاک به‌طور طبیعی زمانی رخ می‌دهد که گلسنگ‌ها و جلبک‌ها شروع به تجزیه سطوح سنگ می‌کنند. اسیدها با این انحلال با توسعه خاک ادامه می‌یابند. با گذشت زمان و هوازدگی، خاک در اکوسیستم‌های طبیعی اسیدی‌تر می‌شود. نرخ اسیدی‌شدن خاک می‌تواند متفاوت باشد و با عوامل خاصی مانند باران اسیدی، کشاورزی و آلودگی افزایش یابد.